# Ulrike Maria Stuart
Ulrike Maria Stuart ist ein Theaterstück der österreichischen Schriftstellerin Elfriede Jelinek.

## Inhalt
Der Inhalt bewegt sich um die Vitae von Ulrike Meinhof und Gudrun Ensslin, welche auf die Lebensläufe von Maria Stuart und Elisabeth I. gespiegelt werden. Dabei wird die historische Dimension der beiden führenden (weiblichen) Köpfe der RAF im Zusammenhang mit historischen Figuren anderer Epochen dargestellt. Die erkennbaren Parallelen zeigen das Gedeihen und Verderben von Frauen in exponierten Stellungen in Historie und im Nachkriegs-Deutschland in einer Art und Weise, wie sie bisher nicht im Theater greifbar war.

## Inszenierungen
Die Uraufführung fand am 28. Oktober 2006 im Hamburger Thalia Theater mit Susanne Wolff und Judith Rosmair statt. Regie führte Nicolas Stemann. Die Pappfiguren von Gerhard Schröder, Kai Diekmann, Josef Ackermann und Johannes B. Kerner, die im Laufe der Inszenierung vom Publikum mit Wasserbomben „abgeschossen“ werden sollten, wurden in einem Gastspiel am Wiener Burgtheater im März 2007 durch Figuren von Heinz-Christian Strache, Dagmar Koller, Hans Dichand, Alfred Gusenbauer, André Heller und Karl-Heinz Grasser ersetzt. Auch beim Theatertreffen in Berlin provozierte diese Inszenierung.
2007 wurde das Stück an den Münchner Kammerspielen von Jossi Wieler mit Brigitte Hobmeier und Bettina Stucky umgesetzt, sowie in den Folgejahren an einigen deutschen Bühnen (u. a. in Bremen, Konstanz, Freiburg), 2011 von Hermann Schmidt-Rahmer am Schauspiel Essen.
2024 kürzte Pınar Karabulut Jelineks Vorlage auf ein Manuskript von 80 Seiten, das am Deutschen Theater aufgeführt wurde. Die Regie übernahm Pınar Karabulut, die Dramaturgie Daniel Richter.

## Auszeichnungen
- Kulturnews-Award 2008